# NGC 2005
NGC 2005 је збијено звјездано јато у сазвежђу Златна риба које се налази на NGC листи објеката дубоког неба.
Деклинација објекта је - 69° 45' 9" а ректасцензија 5h 30m 10,9s. Привидна величина (магнитуда) објекта NGC 2005 износи 11,6. NGC 2005 је још познат и под ознакама ESO 56-SC138.